# Station 19
Station 19 (Estación 19 en España)  es una serie de televisión estadounidense creada por Stacy McKee para ABC. McKee, Shonda Rhimes, Betsy Beers y Paris Barclay sirven como productores ejecutivos en la serie, que es la segunda serie derivada de Grey's Anatomy. Ambientada en Seattle, la serie se centra en las vidas de las mujeres y hombres en el departamento de bomberos de Seattle Fire estación 19. La serie es producida por Shondaland y ABC Signature, con McKee sirviendo como showrunner. 
La serie es protagonizada por Jaina Lee Ortiz, Jason George, Grey Damon, Barrett Doss, Alberto Frezza, Jay Hayden, Okieriete Onaodowan, Danielle Savre, Miguel Sandoval, Boris Kodjoe, Stefania Spampinato y Carlos Miranda. En mayo de 2017, ABC ordenó la creación del spin-off. Ortiz fue elegida en julio de 2017 y el reparto se completó en octubre. El rodaje de la serie tiene lugar principalmente en Los Ángeles.
Station 19 comenzó a emitirse el 22 de marzo de 2018, y estuvo programada para 10 episodios. En España se estrenó el 5 de abril de 2018 en Fox Life. En Latinoamérica se estrenó el 20 de agosto de 2018 en Canal Sony.
El 11 de mayo de 2018, ABC renovó la serie para una segunda temporada. En marzo de 2020, se renovó para una cuarta temporada que se estrenó el 12 de noviembre de 2020. En mayo de 2021, la serie fue renovada para una quinta temporada que se estrenó el 30 de septiembre de 2021. En enero de 2022, la serie fue renovada para una sexta temporada, que se estrenó el 6 de octubre de 2022. En abril de 2023, la serie fue renovada para una séptima y última temporada, que se estrenó el 14 de marzo de 2024.

## Sinopsis
La serie sigue a un grupo de heroicos bomberos de Seattle en la Estación 19 del Departamento de Bomberos de Seattle, ubicada a tres cuadras del Hospital Grey Sloan Memorial, mientras arriesgan sus vidas y sus corazones tanto en el cumplimiento del deber como en sus vidas personales. Estos valientes hombres y mujeres son como una familia, y juntos ponen en peligro sus propias vidas como primeros respondedores para salvar las vidas de los demás.

## Reparto

### Principal
| Personaje                 | Interpretado por    | Temporadas | Temporadas | Temporadas | Temporadas | Temporadas | Temporadas |
| Personaje                 | Interpretado por    | 1          | 2          | 3          | 4          | 5          | 6          |
| ------------------------- | ------------------- | ---------- | ---------- | ---------- | ---------- | ---------- | ---------- |
| Andrea "Andy" Herrera     | Jaina Lee Ortiz     | Principal  | Principal  | Principal  | Principal  | Principal  | Principal  |
| Dr. Benjamin "Ben" Warren | Jason George        | Principal  | Principal  | Principal  | Principal  | Principal  | Principal  |
| Jack Gibson               | Grey Damon          | Principal  | Principal  | Principal  | Principal  | Principal  | Principal  |
| Victoria "Vic" Hughes     | Barrett Doss        | Principal  | Principal  | Principal  | Principal  | Principal  | Principal  |
| Ryan Tanner               | Alberto Frezza      | Principal  | Principal  | Recurrente |            |            |            |
| Travis Montgomery         | Jay Hayden          | Principal  | Principal  | Principal  | Principal  | Principal  | Principal  |
| Dean Miller               | Okieriete Onaodowan | Principal  | Principal  | Principal  | Principal  | Principal  |            |
| Maya DeLuca-Bishop        | Danielle Savre      | Principal  | Principal  | Principal  | Principal  | Principal  | Principal  |
| Pruitt Herrera            | Miguel Sandoval     | Principal  | Principal  | Principal  | Invitado   |            |            |
| Robert Sullivan           | Boris Kodjoe        |            | Principal  | Principal  | Principal  | Principal  | Principal  |
| Dra. Carina DeLuca-Bishop | Stefania Spampinato |            |            | Recurrente | Principal  | Principal  | Principal  |
| Theo Ruiz                 | Carlos Miranda      |            |            |            | Recurrente | Principal  | Principal  |
| Michael Dixon             | Pat Healy           |            |            | Recurrente | Recurrente | Invitado   | Principal  |
| Sean Beckett              | Josh Randall        |            |            |            |            | Recurrente | Principal  |
| Natasha Ross              | Merle Dandridge     |            |            |            |            | Recurrente | Principal  |

- Jaina Lee Ortiz como Andrea "Andy" Herrera: Una Teniente confiada en la Estación 19 y la hija del Capitán Pruitt Herrera. Es capitana interina de la estación 19.[9][11]
- Jason George como Ben Warren: Un bombero novato en la estación 19. Anteriormente trabajaba en el Grey Sloan Memorial Hospital, donde fue anestesiólogo, y luego decidió hacer la residencia para convertirse en cirujano. Está casado con la jefa de cirugía de dicho hospital, Miranda Bailey.[9][11]
- Grey Damon como Jack Gibson: Teniente en la estación 19. Es apasionado, enérgico e intrépido. También es capitán interino de la estación 19.[9][11]
- Barrett Doss como Victoria "Vic" Hughes: La bombera más joven en la estación 19.[9][11]
- Alberto Frezza como Ryan Tanner (temporadas 1-2; recurrente temporada 3): Un oficial de policía del Departamento de Policía de Seattle. Andy y él son amigos desde hace mucho tiempo y tuvieron una relación romántica en la escuela secundaria.[9][11]
- Jay Hayden como Travis Montgomery: Un bombero homosexual y el corazón de la estación 19.[9][11]
- Okieriete Onaodowan como Dean Miller (temporadas 1-5): Un carismático bombero de la estación 19.[9][11]
- Danielle Savre como Maya DeLuca-Bishop: Una Teniente bisexual, y más tarde Capitana de la estación 19 y una exatleta olímpica. Está casada con Carina y es la mejor amiga de Andy.[9][11]
- Miguel Sandoval como Pruitt Herrera (temporada 1-3; invitado temporada 4): Capitán de la estación 19 y mentor de Andy y Jack. Se retira de su papel en el estreno de la serie.[9][11]
- Boris Kodjoe como Robert Sullivan (temporada 2-presente): El nuevo capitán de la Estación 19.[12][13]
- Stefania Spampinato como la Dra. Carina DeLuca-Bishop (temporada 4-presente; recurrente temporada 3): Una ginecóloga abiertamente bisexual en el Hospital Grey Sloan Memorial y esposa de Maya.[14]
- Carlos Miranda como Theo Ruiz (temporada 5-presente; recurrente temporada 4): Un Teniente de la Estación 23.

### Recurrentes
- Marla Gibbs como Edith (temporada 1)[15]
- Brett Tucker como el Jefe de bomberos Lucas Ripley (temporadas 1-2; invitado temporada 3)[16]
- Brenda Song como JJ (temporada 1, 3)[17]
- Sterling Sulieman como Grant (temporadas 1-2)
- Dermot Mulroney como Greg Tanner (temporada 2)
- Birgundi Baker como Yemi Miller (temporada 2)
- Rigo Sanchez como Rigo Vasquez (temporada 3)
- Kelly Thiebaud como Eva Vasquez (temporada 3)
- Pat Healy como el Jefe de bomberos Michael Dixon (temporadas 3-4)
- Lachlan Buchanan como Emmett Dixon (temporadas 3-5)
- Jayne Taini como Marsha (temporadas 3-4; invitada temporada 5)
- Colleen Foy como Inara (temporada 4; invitada temporada 3)
- Ansel Sluyter-Obidos como Marcus (temporada 4; invitada temporada 3)
- Robert Curtis Brown como Paul Montgomery (temporadas 4-5)
- Jeanne Sakata como Nari Montgomery (temporada 4; invitada temporada 5)
- Josh Randall como el Capitán Sean Beckett (temporada 5)
- Lindsey Gort como Ingrid Saunders (temporada 5)
- Alain Uy como el Capitán Pat Aquino (temporada 5)
- Natasha Ward como Deja Duval (temporada 5)
- Shane Hartline como Maddox (temporada 5)

### Invitados especiales
- BJ Tanner como Wiliam George “Tuck” Jones (temporadas 1, 3-4)
- Jee Young Han como Charlotte Dearborn (temporadas 1-2)
- Patrick Duffy como Terry (temporada 2)[18]
- Nyle DiMarco como Dylan (temporada 2)[18]
- Jonathan Bennett como Michael Williams (temporadas 3-4)
- Tracie Thoms como la Dr. Diane Lewis (temporadas 3-5)
- Khalilah Joi como Condola Vargas (temporada 4)

### Grey's Anatomy
- Chandra Wilson como la Dra. Miranda Bailey (recurrente temporadas 1, 3; invitada temporadas 2, 4, 5): Jefe de Cirugía en el Hospital Grey Sloan Memorial.[19]
- Ellen Pompeo como la Dra. Meredith Grey (invitada temporadas 1, 3): Jefe de Cirugía General en el Hospital Grey Sloan Memorial.[19]
- Jake Borelli como el Dr. Levi Schmitt (invitado temporadas 1-4): Un médico interno residente en el Hospital Grey Sloan Memorial.
- Giacomo Gianniotti como el Dr. Andrew DeLuca (invitado temporadas 2, 4): Un cirujano residente y, más tarde, médico en el Hospital Grey Sloan Memorial y hermano de Carina DeLuca.
- Kelly McCreary como la Dra. Maggie Pierce (invitada temporadas 2-3): Co-Jefa de Cirugía torácica en el Hospital Grey Sloan Memorial.
- Jesse Williams como el Dr. Jackson Avery (recurrente temporada 3): Jefe de Cirugía plástica en el Hospital Grey Sloan Memorial.
- Caterina Scorsone como la Dra. Amelia Shepherd (invitada temporadas 3-4): Jefa de Neurocirugía en el Hospital Grey Sloan Memorial.
- Kevin McKidd como el Dr. Owen Hunt (invitado temporadas 3-5): Jefe de Cirugía traumatológica en el Hospital Grey Sloan Memorial.
- Greg Germann como el Dr. Tom Koracick (invitado temporada 3): Jefe de Hospitales en la Fundación Catherine Fox, Neurocirujano en el Hospital Grey Sloan Memorial.
- Kim Raver como la Dra. Teddy Altman (invitado temporada 3): Co-Jefa de Cirugía torácica y anteriormente Jefa de Cirugía traumatológica en el Hospital Grey Sloan Memorial.
- James Pickens Jr como el Dr. Richard Webber (recurrente temporada 4; invitado temporada 5): Jefe del Departamento de Salud, Cirujano general, Director del programa de Médicos internos residentes.
- Alex Landi como el Dr. Nico Kim (recurrente temporada 3): Doctor en el Hospital Grey Sloan Memorial y novio de Levi.
- Jaicy Elliot como la Dr. Taryn Helm (invitada temporadas 3-4): Médico residente en el Hospital Grey Sloan Memorial.
- Alex Blue Davis como el Dr. Casey Parker (invitado temporadas 3-4): Médico residente en el Hospital Grey Sloan Memorial.
- Devin Way como el Dr. Blake Simms (invitado temporadas 3-4): Médico residente en el Hospital Grey Sloan Memorial.
- Zaiver Sinnett como el Dr. Zander Perez (invitado temporada 4)

## Episodios
| Temporada | Temporada | Episodios | Episodios | Emisión original         | Emisión original   |
| Temporada | Temporada | Episodios | Episodios | Primera emisión          | Última emisión     |
| --------- | --------- | --------- | --------- | ------------------------ | ------------------ |
|           | Piloto    | Piloto    | Piloto    | 1 de marzo de 2018       | 1 de marzo de 2018 |
|           | 1         | 10        | 10        | 22 de marzo de 2018      | 17 de mayo de 2018 |
|           | 2         | 17        | 17        | 4 de octubre de 2018     | 16 de mayo de 2019 |
|           | 3         | 16        | 16        | 23 de enero de 2020      | 14 de mayo de 2020 |
|           | 4         | 16        | 16        | 12 de noviembre de 2020  | 3 de junio de 2021 |
|           | 5         | 18        | 18        | 30 de septiembre de 2021 | 19 de mayo de 2022 |
|           | 6         | 18        | 18        | 6 de octubre de 2022     | 18 de mayo de 2023 |
|           | 7         | 10        | 10        | 14 de marzo de 2024      | 30 de mayo de 2024 |

## Producción

### Desarrollo
El 16 de mayo de 2017, el jefe de la ABC Channing Dungey anunció que la compañía había ordenado un segundo spin-off de Grey's Anatomy. Stacy McKee, una de las escritoras y productoras ejecutivas de Grey's Anatomy, fue nombrada showrunner y productora ejecutiva, contando con Shonda Rhimes y Betsy Beers como productoras ejecutivas. La serie, que estaría ambientada en una estación de bomberos en Seattle, seguiría la vida de un grupo de bomberos. Se ordenó una temporada de 10 episodios. En julio de 2017, Paris Barclay se convirtió en el director productivo y productor ejecutivo. En enero de 2018 se anunció que Ellen Pompeo había renovado su contrato para interpretar a Meredith Grey en la temporada 16 de Grey's Anatomy, además de convertirse en la productora de coproductora ejecutiva en el spin-off. Ese mismo mes, ABC anunció que la serie se titularía Station 19.
Uno episodios de Grey's Anatomy serviría como episodio piloto de puerta trasera. El episodio contó con la presentación de la protagonista del spin-off, Andy Herrera, "como una historia dentro del episodio" y con "una bonita historia para Ben, donde se juntan sus dos mundos y vemos su reacción cuando cambia de un mundo al siguiente.
El 11 de mayo de 2018, ABC renovó la serie para una segunda temporada. El primer episodio de la segunda temporada se estrenó el 4 de octubre de 2018. El 10 de mayo de 2019, se renovó para una tercera temporada que se estrenó el 23 de enero de 2020. El 11 de marzo de 2020, se renovó para una cuarta temporada que se estrenó el 12 de noviembre de 2020. El 10 de mayo de 2021, renovó la serie para una quinta temporada que se estrenó el 30 de septiembre de 2021. El 11 de enero de 2022, ABC renovó la serie para una sexta temporada, que se estrenó el 6 de octubre de 2022. El 20 de abril de 2023, ABC renovó la serie para una séptima temporada. El 8 de diciembre de 2023, ABC anunció que la séptima temporada sería la última de la serie. La séptima temporada se estrenó el 14 de marzo de 2024.

### Casting
El 26 de julio de 2017, Jaina Lee Ortiz fue elegida para interpretar a la protagonista, Andrea "Andy" Herrera. En septiembre de 2017, se anunció que Jason George, que interpretaba al Dr. Ben Warren desde la temporada 6 de Grey's Anatomy, abandonaría la serie para unirse al spin-off con uno de los papeles principales. El 6 de octubre de 2017, Grey Damon había sido escogido para interpretar al Teniente Jack Gibson, Jay Hayden a Travis Montgomery, Okieriete Onaodowan a Dean Miller, Danielle Savre a Maya Bishop y Barrett Doss a Victoria "Vic" Hughes. Fueron seguidos por Miguel Sandoval como el Capitán Pruitt Herrera y Alberto Frezza como el oficial de policía Ryan Tanner.

### Rodaje
El rodaje de la primera temporada comenzó el 18 de octubre de 2017 y terminó el 2 de abril de 2018. El rodaje de la serie tiene lugar en Los Ángeles. La estación de bomberos está basada en la Estación 20 de Seattle, ubicada en el barrio Queen Anne.